# Liste de super-héros au cinéma
Pour les articles homonymes, voir Superhéros (homonymie).
Les super-héros ont été et sont de plus en plus nombreux à être incarnés sur grand écran. Voici un récapitulatif des principales adaptations de leurs aventures pour les films inspirés de comics, des Bande dessiné Franco-Belge.

## DC Comics

### Aquaman
- Batman v Superman : L'Aube de la justice (Zack Snyder, 2016)
- Justice League (Zack Snyder, 2017)
- Aquaman (James Wan, 2018)
- Aquaman et le Royaume perdu (James Wan, 2023)

### Batman

#### Batman ABC
- Batman (Batman: The Movie, Leslie H. Martinson, 1966)

#### Batman de Tim Burton
- Batman (Tim Burton, 1989)
- Batman, le défi (Batman Returns, Tim Burton, 1992)

#### Batman de Joel Schumacher
- Batman Forever (Joel Schumacher, 1995)
- Batman et Robin (Joel Schumacher, 1997)

#### Trilogie de Christopher Nolan
- Batman Begins (Christopher Nolan, 2005)
- The Dark Knight : Le Chevalier noir (Christopher Nolan, 2008)
- The Dark Knight Rises (Christopher Nolan, 2012)

#### Univers cinématographique DC
- Batman v Superman : L'Aube de la justice (Zack Snyder, 2016)
- Suicide Squad (David Ayer, 2016)
- Justice League (Zack Snyder, 2017)
- The Flash (Andy Muschietti, 2023)

#### Batverse
- The Batman (Matt Reeves, 2021)

### Catwoman
- Batman, le défi (Batman Returns, Tim Burton, 1992)
- Catwoman (Pitof, 2004)
- The Dark Knight Rises (Christopher Nolan, 2012)

### La Créature du Marais
- La Créature du marais (Wes Craven, 1982)
- La Créature du lagon : Le Retour (Jim Wynorski, 1989)

### Cyborg
- Justice League (Zack Snyder, 2017)

### Flash
- Justice League (Zack Snyder, 2017)
- The Flash (Andy Muschietti , 2023)
- Suicide Squad (David Ayer, 2016)

### Green Lantern
- Green Lantern (Martin Campbell, 2011)

### Superman

#### Superman, période Christopher Reeve
- Superman (Superman The Movie, Richard Donner, 1978)
- Superman 2 (Superman II The Adventure Continues, Richard Lester, 1980)
- Superman 3 (Superman III Superman vs. Superman, Richard Lester, 1983)
- Superman 4 : Le Face-à-face (Superman IV The Quest For Peace, Sidney J. Furie, 1987)

#### Reboot des années 2000
- Superman Returns (Bryan Singer, 2006)

#### Univers cinématographique DC
- Man of Steel (Zack Snyder, 2013)
- Batman v Superman : L'Aube de la justice (Zack Snyder, 2016)
- Justice League (Zack Snyder, 2017) DC universe
- Superman (James gunn, 2025)

### Suicide Squad
- Suicide Squad (David Ayer, 2016)
- The Suicide Squad  (James Gunn, 2021)

### Supergirl
- Supergirl (Jeannot Szwarc, 1984)

### Wonder Woman
- Batman v Superman : L'Aube de la justice (Zack Snyder, 2016)
- Wonder Woman (Patty Jenkins, 2017)
- Justice League (Zack Snyder, 2017)
- Wonder Woman 1984 (Patty Jenkins, 2020)

### Autres films d’après DC Comics
- Watchmen : Les Gardiens (Zack Snyder, 2009)
- Jonah Hex (Jimmy Hayward, 2010)

## Marvel Comics

### Ant-Man
- Ant-Man (Peyton Reed, 2015)
- Captain America: Civil War (Anthony et Joe Russo, 2016)
- Ant-Man et la Guêpe (Ant-Man and the Wasp, Peyton Reed, 2018)
- Avengers: Endgame (Anthony et Joe Russo, 2019)
- Ant-Man et la Guêpe : Quantumania (Ant-Man and the Wasp: Quantumania, Peyton Reed, 2023)

### Black Panther
- Captain America: Civil War (Anthony et Joe Russo, 2016)
- Black Panther (Ryan Coogler, 2018)
- Avengers: Infinity War (Anthony et Joe Russo, 2018)
- Avengers: Endgame (Anthony et Joe Russo, 2019)
- Black Panther : wakanda forever (Ryan coogler, 2022)

### Black Widow
- Iron Man 2 (Jon Favreau, 2010)
- Avengers (The Avengers), Joss Whedon, 2012)
- Captain America : Le Soldat de l'hiver (Anthony et Joe Russo, 2014)
- Avengers : L'Ère d'Ultron (The Avengers: Age of Ultron), Joss Whedon, 2015)
- Captain America: Civil War (Anthony et Joe Russo, 2016)
- Avengers: Infinity War (Anthony et Joe Russo, 2018)
- Captain Marvel (Anna Boden et Ryan Fleck, 2019) (Scène post-générique)
- Avengers: Endgame (Anthony et Joe Russo, 2019)
- Black Widow  (Cate Shortland, 2020)

### Blade
- Blade (Stephen Norrington, 1998)
- Blade 2 (Guillermo del Toro, 2002)
- Blade: Trinity (David S. Goyer, 2004)
- Deadpool et Wolverine (Shawn Levy, 2024)

### Captain America
- Captain America (Elmer Clifton et John English, 1944)
- Captain America 2 (Captain America II: Death Too Soon, Ivan Nagy, 1979)
- Captain America (Albert Pyun, 1990)

#### Univers cinématographique Marvel
- Captain America: First Avenger (Captain America: The First Avenger, Joe Johnston, 2011)
- Avengers (The Avengers, Joss Whedon, 2012)
- Thor : Le Monde des Ténèbres (Thor: The Dark World, Alan Taylor, 2013) (Caméo)
- Captain America : Le Soldat de l'hiver (Captain America: The Winter Soldier, Anthony et Joe Russo, 2014)
- Avengers : L'Ère d'Ultron (The Avengers: Age of Ultron, Joss Whedon, 2015)
- Ant-man (Peyton Reeds, 2015) (Scène post-générique)
- Captain America: Civil War, (Anthony et Joe Russo 2016)
- Spider-man : Homecoming (Jon Watts, 2017) (Caméo et scène post-générique)
- Avengers: Infinity War, (Anthony et Joe Russo, 2018)
- Captain Marvel (Anna Boden et Ryan Fleck, 2019) (Scène post-générique)
- Avengers: Endgame (Avengers : La phase finale au Québec, Anthony et Joe Russo, 2019)
- Captain America brave New World (Julius Onah , 2025)

### Captain Marvel
- Captain Marvel (Anna Boden et Ryan Fleck, 2019)
- Avengers: Endgame (Anthony et Joe Russo, 2019)
- The Marvels (nia DaCosta , 2023)

### Daredevil
- Daredevil (Mark Steven Johnson, 2003)
- Spider-Man: No Way Home (Jon Watts 2021)

### Deadpool
- Deadpool (Tim Miller, 2016)
- Deadpool 2 (David Leitch, 2018)
- Deadpool et Wolverine, (Shawn Levy 2024)

### Doctor Strange
- Docteur Strange, (Philip DeGuere Jr, 1978)

#### Univers Cinématographique Marvel
- Doctor Strange (Scott Derrickson, 2016)
- Thor : Ragnarok (Taika Waititi, 2017)
- Avengers: Infinity War (Anthony et Joe Russo, 2018)
- Avengers: Endgame (Avengers : La phase finale au Québec, Anthony et Joe Russo, 2019)

### Elektra
- Elektra (Rob S. Bowman, 2005)
- Deadpool et Wolverine (Shawn Levy 2024)

### Ghost Rider
- Ghost Rider (Mark Steven Johnson, 2007)
- Ghost Rider 2 : L'Esprit de vengeance (Ghost Rider: Spirit of Vengeance, Mark Neveldine et Brian Taylor), 2012

### Hawkeye
- Thor (Kenneth Branagh, 2011)
- Avengers (The Avengers, Joss Whedon, 2012)
- Avengers : L'Ère d'Ultron (The Avengers: Age of Ultron, Joss Whedon, 2015)
- Captain America: Civil War (Anthony et Joe Russo, 2016)
- Avengers: Endgame (Avengers : La phase finale au Québec, Anthony et Joe Russo, 2019)

### L'Homme-Chose
- Man-Thing (Brett Leonard, 2005)

### Howard le Canard
- Howard... une nouvelle race de héros (Willard Huyck, 1986)

### Hulk
- L'Incroyable Hulk (Kenneth Johnson, 1977)
- Death in the Family (Alan J. Levi, 1977)
- Hulk revient alias Mariés (Kenneth Johnson, 1978)
- Le Retour de l'incroyable Hulk (Nicholas Corea, 1990)
- Le Procès de l'incroyable Hulk (Bill Bixby, 1989)
- La Mort de l'incroyable Hulk (Bill Bixby, 1990)
- Hulk (Ang Lee, 2003)

#### Univers Cinématographique Marvel
- L'Incroyable Hulk (The Incredible Hulk, Louis Leterrier, 2008)
- Avengers (The Avengers, Joss Whedon, 2012)
- Iron man 3 (Shane Black, 2013) (Scène post-générique)
- Avengers : L'Ère d'Ultron (The Avengers: Age of Ultron, Joss Whedon, 2015)
- Thor : Ragnarok (Taika Waititi, 2017)
- Avengers: Infinity War (Anthony et Joe Russo, 2018)
- Captain Marvel (Anna Boden et Ryan Fleck, 2019) (Scène post-générique)
- Avengers: Endgame (Avengers : La phase finale au Québec, Anthony et Joe Russo, 2019)
- She-Hulk : Avocate

### Iron Man
- Iron Man (Jon Favreau, 2008)
- L'Incroyable Hulk (The Incredible Hulk, Louis Leterrier, 2008) (Scène post-générique)
- Iron Man 2 (Jon Favreau, 2010)
- Avengers (The Avengers, Joss Whedon, 2012)
- Iron Man 3 (Shane Black, 2013)
- Avengers : L'Ère d'Ultron (The Avengers: Age of Ultron, Joss Whedon, 2015)
- Captain America: Civil War, (Anthony et Joe Russo, 2016)
- Spider-Man: Homecoming (Jon Watts, 2017)
- Avengers: Infinity War (Anthony et Joe Russo, 2018)
- Avengers: Endgame (Avengers : La phase finale au Québec, Anthony et Joe Russo, 2019)

### Kick-Ass
- Kick-Ass (Matthew Vaughn, 2010)
- Kick-Ass 2 (Jeff Wadlow, 2013)

### Les Gardiens de la Galaxie
- Les Gardiens de la Galaxie (Guardians of the Galaxy, James Gunn, 2014)
- Avengers: Infinity War (Anthony et Joe Russo, 2018)
- Les Gardiens de la Galaxie Vol. 2 (James Gunn, 2017)
- Avengers: Endgame (Avengers : La phase finale au Québec, Anthony et Joe Russo, 2019)
- Les Gardiens de la Galaxie Vol. 3 (James Gunn, 2022)

### Les Quatre Fantastiques
- Les Quatre Fantastiques, film non diffusé (The Fantastic Four, Oley Sassone, 1994)
- Les Quatre Fantastiques (Fantastic Four, Tim Story, 2005)
- Les Quatre Fantastiques et le Surfer d'argent (Fantastic Four: Rise of The Silver Surfer, Tim Story, 2007)
- Les Quatre Fantastiques (Fantastic Four, Josh Trank, 2015)
- Les Quatre Fantastiques : Premiers pas (Matt Shakman 2025)

### Nick Fury
- 1998 : Nick Fury (Nick Fury: Agent of SHIELD, Rod Hardy)

#### Univers Cinématographique Marvel
- 2008 : Iron Man (non crédité, Jon Favreau)
- 2010 : Iron Man 2 (Jon Favreau)
- 2011 : Thor (non crédité, Kenneth Branagh)
- 2011 : Captain America: First Avenger (Joe Johnston)
- 2012 : Avengers (The Avengers, Joss Whedon)
- 2014 : Captain America : Le Soldat de l'hiver (Captain America: The Winter Soldier, Anthony et Joe Russo)
- 2015 : Avengers : L'Ère d'Ultron (Avengers: Age of Ultron, Joss Whedon)
- 2018 : Avengers: Infinity War (non crédité, Avengers: Infinity War, Anthony et Joe Russo)
- 2019 : Captain Marvel (Anna Boden)
- 2019 : Avengers: Endgame (Anthony et Joe Russo)
- 2019 : Spider-Man: Far From Home (Jon Watts)

### The Punisher
- 1989 : Punisher (The Punisher, Mark Goldblatt)
- 2004 : The Punisher (Jonathan Hensleigh)
- 2008 : Punisher : Zone de guerre (Punisher: War Zone, Lexi Alexander)

### Spider-Man

#### L'Homme araignée
- 1977 : L'Homme araignée (The Amazing Spider-Man, E. W. Swackhamer)
- 1978 : La Riposte de l'homme-araignée (Spider-Man Strikes Again, Ron Satlof)
- 1979 : Spider-Man défie le Dragon (Spider-Man: The Dragon's Challenge, Don McDougall)

#### Trilogie de Sam Raimi
- 2002 : Spider-Man (Sam Raimi)
- 2004 : Spider-Man 2 (Sam Raimi)
- 2007 : Spider-Man 3 (Sam Raimi)

#### Duologie de Marc Webb
- 2012 : The Amazing Spider-Man (Marc Webb)
- 2014 : The Amazing Spider-Man : Le Destin d'un héros (The Amazing Spider-Man 2, Marc Webb)

#### Univers cinématographique Marvel
- 2016 : Captain America: Civil War (Captain America: Civil War, Anthony et Joe Russo)
- 2017 : Spider-Man: Homecoming (Spider-Man: Homecoming, Jon Watts)
- 2018 : Avengers: Infinity War (Avengers: Infinity War, Anthony et Joe Russo)
- 2019 : Avengers: Endgame (Avengers: Endgame, Anthony et Joe Russo)
- 2019 : Spider-Man: Far From Home (Spider-Man: Far From Home, Jon Watts)
- 2021 : Spider-Man: No Way Home (Spider-Man: No Way Home, Jon Watts)

### Thor
- 2011 : Thor (Kenneth Branagh)
- 2012 : Avengers (The Avengers, Joss Whedon)
- 2013 : Thor : Le Monde des ténèbres (Thor: The Dark World, Alan Taylor)
- 2015 : Avengers : L'Ère d'Ultron (Avengers: Age of Ultron, Joss Whedon)
- 2017 : Thor : Ragnarok (Taika Waititi)
- 2018 : Avengers: Infinity War (Anthony et Joe Russo)
- 2019 : Avengers: Endgame (Anthony et Joe Russo)
- 2022 : Thor: Love and Thunder (Taika Waititi)

### Avengers
- 2012 : Avengers (The Avengers, Joss Whedon)
- 2015 : Avengers : L'Ère d'Ultron (Avengers: Age of Ultron, Joss Whedon)
- 2018 : Avengers: Infinity War (Anthony et Joe Russo)
- 2019 : Avengers: Endgame (Anthony et Joe Russo)

### X-Men
- 2000 : X-Men (Bryan Singer)
- 2003 : X-Men 2 (X2, Bryan Singer)
- 2006 : X-Men : L'Affrontement final (X-Men: The Last Stand, Brett Ratner)
- 2009 : X-Men Origins: Wolverine (X-Men Origins: Wolverine, Gavin Hood)
- 2011 : X-Men : Le Commencement (X-Men: First Class, Matthew Vaughn)
- 2013 : Wolverine : Le Combat de l'immortel (The Wolverine, James Mangold)
- 2014 : X-Men: Days of Future Past (Bryan Singer)
- 2016 : Deadpool (Tim Miller)
- 2016 : X-Men: Apocalypse (Bryan Singer)
- 2017 : Logan (James Mangold)
- 2018 : Deadpool 2 (David Leitch)
- 2019 : X-Men: Dark Phoenix (Simon Kinberg)
- 2019 : Les Nouveaux Mutants (The New Mutants, Josh Boone)

## Image Comics

### Les Tortues ninja
- Les Tortues ninja (Steve Barron, 1990)
- Les Tortues Ninja 2 : Les héros sont de retour (Michael Pressman, 1991)
- Les Tortues Ninja 3 (Stuart Gillard, 1993)
- Ninja Turtles (Jonathan Liebesman, 2014)
- Ninja Turtles 2 (Dave Green, 2016)

### The Crow
- The Crow (Alex Proyas, 1994)
- The Crow : La Cité des anges (The Crow: City of Angels, Tim Pope, 1996)
- The Crow 3: Salvation (Bharat Nalluri, 2000)
- The Crow : Wicked Prayer (Lance Mungia, 2005)

### Wanted: Choisis ton Destin
- Wanted : Choisis ton destin (Timour Bekmambetov , 2008)

## Dark Horses Comics
- The Mask (Chuck Russell, 1994)
- Barb Wire (David Hogan, 1996)
- Hellboy (Guillermo del Toro, 2004)
- Hellboy 2 : Les Légions d'or maudites (Guillermo del Toro, 2008)
- Hellboy (Neil Marshall, 2019)

## Autres

### Judge Dredd
- Judge Dredd (Danny Cannon, 1995)
- Dredd (Pete Travis, 2012)

## Astérix
- Astérix et Obélix contre César (film de Claude Zidi sorti en 1999)
- Astérix et Obélix : Mission Cléopâtre (film d'Alain Chabat sorti en 2002)
- Astérix aux Jeux olympiques (film) de Frédéric Forestier et Thomas Langmann, sorti en 2008
- Astérix et Obélix : Au service de Sa Majesté (film de Laurent Tirard, sorti en 2012)
- Astérix et Obélix : L'Empire du Milieu (film de Guillaume Canet, sorti en 2023)